# Torneo di Wimbledon 2015 - Doppio femminile per invito
Jana Novotná e Barbara Schett erano le campionesse in carica del Torneo di Wimbledon 2014 - Doppio femminile per invito, ma non sono riuscite a superare il loro girone.
Magdalena Maleeva e Rennae Stubbs hanno conquistato il titolo battendo in finale Martina Navrátilová e Selima Sfar con il punteggio di 3-6, 7-5, [10-8].

## Tabellone

### Legenda
| - Q = Qualificato - WC = Wild card - LL = Lucky loser | - ALT = Alternate - SE = Special Exempt - PR = Protected Ranking | - w/o = Walkover - r = Ritirato - d = Squalificato |

### Gruppo A
|    |                                      | T Austin H Suková | M Bartoli I Majoli | L Davenport MJ Fernandez | M Navrátilová S Sfar | RR V-P | Set V-P | Game V-P | Posizione |
| A1 | Tracy Austin Helena Suková           |                   | w/o                | 2-6 4-6                  | 2-6 2-6              | 0-3    | 0-4     | 10-24    | 4         |
| A2 | Marion Bartoli Iva Majoli            | w/o               |                    | 2-6 7-5 [2-10]           | 6(3)–7 4-6           | 1-2    | 1-4     | 19-25    | 3         |
| A3 | Lindsay Davenport Mary Joe Fernández | 6-2 6-4           | 6-2 5-7 [10-2]     |                          | 4-6 1-6              | 2-1    | 4-3     | 29-27    | 2         |
| A4 | Martina Navrátilová Selima Sfar      | 6-2 6-2           | 7–6(3) 6-4         | 6-4 6-1                  |                      | 3-0    | 6-0     | 37-19    | 1         |

La classifica viene stilata in base ai seguenti criteri: 1) Numero di vittorie; 2) Numero di partite giocate; 3) Scontri diretti (in caso di due giocatori pari merito ); 4) Percentuale di set vinti o di games vinti (in caso di tre giocatori pari merito ); 5) Decisione della commissione.

### Gruppo B
|    |                                 | A Jaeger A Temesvári | M Maleeva R Stubbs | J Novotná B Schett | C Rubin N Tauziat | RR V-P | Set V-P | Game V-P | Posizione |
| B1 | Andrea Jaeger Andrea Temesvári  |                      | 4-6 3-6            | 1-6 5-7            | 6(2)–7 4-6        | 0-3    | 0-6     | 23-38    | 4         |
| B2 | Magdalena Maleeva Rennae Stubbs | 6-4 6-3              |                    | 7–6(6) 7–6(3)      | 4-6 6-3 [13-11]   | 3-0    | 6-1     | 37-28    | 1         |
| B3 | Jana Novotná Barbara Schett     | 6-1 7-5              | 6(6)–7 6(3)–7      |                    | 4-6 6-3 [8-10]    | 1-2    | 3-4     | 35-30    | 3         |
| B4 | Chanda Rubin Nathalie Tauziat   | 7–6(2) 6-4           | 6-4 3-6 [11-13]    | 6-4 3-6 [10-8]     |                   | 2-1    | 5-3     | 32-31    | 2         |

La classifica viene stilata in base ai seguenti criteri: 1) Numero di vittorie; 2) Numero di partite giocate; 3) Scontri diretti (in caso di due giocatori pari merito ); 4) Percentuale di set vinti o di games vinti (in caso di tre giocatori pari merito ); 5) Decisione della commissione.